# Strukturfunktionalism
Strukturfunktionalism är en sociologisk teoribildning vilken primärt har influerats av Talcott Parsons teorier.
Enligt denna teoribildning har föräldrarna en avgörande betydelse och deras uppfostran av barnen har ett socialt mål. Det råder också ett nödvändigt samband mellan individens personlighet och samhällets sociala struktur när samhället befinner sig i ett jämviktstillstånd.

## Parsons funktionalistiska perspektiv

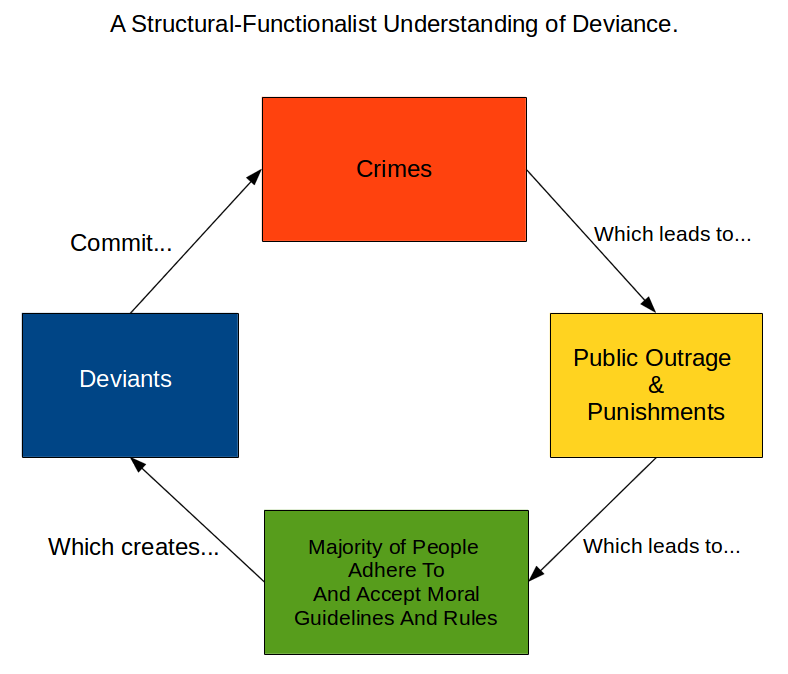
Ett exempel på en strukturfunktionalistisk förståelse av asocialt beteende.

Det funktionalistiska perspektivet utgår från att institutioner existerar för att de fyller en funktion för samhället som helhet.
Enligt Parsons finns det tre villkor som måste uppfyllas för att ett socialt system ska överleva:
1. strukturella villkor
2. förändringsvillkor
3. funktionella villkor

Dessutom finns det fyra funktioner som måste finnas i varje handlingssystem:
1. anpassning till givna villkor i omgivningen
2. att man når uppsatta mål
3. integration av samhället som helhet
4. bevarande av samhällets värderingar